# Sneathia sanguinegens
Sneathia sanguinegens es una especie de bacteria Gram-positiva anaeróbica del género Sneathia que ha sido aislada de seres humanos.